# Osiedle Lipińskiego
Osiedle Lipińskiego – jedno z południowych osiedli wchodzących w skład lubelskiej dzielnicy Czechów Południowy. Osiedle znajduje się w północnej części miasta Lublin. W skład osiedla wchodzą ulice: Lipińskiego, Radzyńska, Paganiniego i Oratoryjna. Nazwa została zaczerpnięta od największej ulicy na osiedlu, która upamiętnia kompozytora Karola Lipińskiego. Osiedle charakteryzują duże różnice wysokości względnej i strome, poukładane w serpentyny podjazdy.